# Католическая школа
Католическая школа — детские сады, начальные и средние школы как образовательные учреждения, которыми заведуют определённые управляющие органы Католической церкви либо авторитетная личность из Католической церкви или заведение, письменно признанное таким органом как католическое.

## Описание
Как правило, католическая школа действует при каком-то церковном приходе, то есть является церковно-приходской и официально и организационно связана с местной церковной общиной. Миссия католических школ в том, чтобы давать детям образование, при этом воспитывая их «в католической атмосфере», однако такие школы наряду с религиозным образованием также немало времени уделяют светским дисциплинам
По состоянию на 2011 год управляемые церковью католические школы являют собой крупнейшую негосударственную систему образования в мире. По данным на 2016 год, в мире насчитывалось 43 800 средних и 95 200 начальных католических школ.
Католические школы, как правило, неденоминационные, и принимают любого ребёнка, независимо от религиозной или конфессиональной принадлежности, пола, расы, этнической или национальной принадлежности, при условии соблюдения требований к поступлению и юридическим документам, а также соблюдения правил и предписаний учебной деятельности. Некатолики, независимо от того, христиане они или нет, могут быть вовлечены в обязательные мероприятия, особенно религиозного характера, но могут быть и освобождены от них.